# Književnost u 1637.
◄◄ | ◄ | 1634. | 1635. | 1636. | 1637.  | 1638. | 1639. | 1640. | ► | ►►
Arhitektura • Astronomija • Glazba • Kazalište • Kiparstvo • Knjige • Književnost • Kršćanstvo • Medicina • Politika • Pravo • Promet • Slikarstvo • Znanost
Književnost u 1637.

## Hrvatska i u Hrvata

### Rođenja
- 27. prosinca – Petar Kanavelić, hrvatski pjesnik, epski i dramski pisac († 1719.)

## Vanjske poveznice
|  | Zajednički poslužitelj ima još gradiva o temi Književnost u 1637. |